# Agrocharis
- Commons
- Wikispecies

Agrocharis é um género botânico pertencente à família Apiaceae.
As espécies são endêmicas na África.

## Espécies
Apresenta quatro espécies:
- Agrocharis gracilis
- Agrocharis incognita
- Agrocharis melanantha
- Agrocharis pedunculata